# 弦楽四重奏曲第78番 (ハイドン)
弦楽四重奏曲第78番 変ロ長調 作品76-4, Hob. III:78 は、フランツ・ヨーゼフ・ハイドンが1797年に作曲した弦楽四重奏曲である。偽作（作品7）や編曲作品を除くと第63番であり、第1楽章の冒頭が太陽が昇ってくる様子を連想させることから『日の出』四重奏曲（ドイツ語: Sonnenaufgangsquartett）という愛称で親しまれている。
また、まとめて出版された『エルデーディ四重奏曲』（作品76）の全6曲中の4曲目であることから、『エルデーディ四重奏曲第4番』とも呼ばれる。

## 曲の構成
全4楽章、演奏時間は約20分。
- 第1楽章 アレグロ・コン・スピーリト
変ロ長調、4分の4拍子、ソナタ形式。
お使いのブラウザーでは、音声再生がサポートされていません。音声ファイルをダウンロードをお試しください。

- 第2楽章 アダージョ
変ホ長調、4分の3拍子、ソナタ形式。
お使いのブラウザーでは、音声再生がサポートされていません。音声ファイルをダウンロードをお試しください。

- 第3楽章 メヌエット：アレグロ - トリオ
変ロ長調、4分の3拍子、複合三部形式。
お使いのブラウザーでは、音声再生がサポートされていません。音声ファイルをダウンロードをお試しください。

- 第4楽章 フィナーレ：アレグロ・マ・ノン・トロッポ
変ロ長調、2分の2拍子（アラ・ブレーヴェ）、三部形式。
お使いのブラウザーでは、音声再生がサポートされていません。音声ファイルをダウンロードをお試しください。